# Universidad de Ciencias y Tecnologías de Benín
La Universidad de Ciencias y Tecnologías de Benín (en francés: Université des Sciences et Technologies du Bénin o « USTB »), es una universidad privada africana que tiene su sede en la ciudad de Cotonú, la capital económica de Benín.

## Historia
Fundada en 1996 por el profesor Frédéric Dohou, la Universidad de Ciencias y Tecnologías de Benín tiene dos campus en Cotonú y un campus en Porto Novo.
La USTB es miembro de la Red de Universidades de Ciencias y Tecnologías de países del África subsahariana.

## Facultades y escuelas
La USTB tiene 6 facultades, 5 escuelas superiores y un laboratorio:

### Facultades
- Facultad de Derecho
- Facultad de Ciencias Económicas
- Facultad de Ciencias de la Administración
- Facultad de Ciencias Fundamental y Aplicada
- Facultad de Humanidades, Artes y Ciencias Sociales
- Facultad de Ciencias Agronómicas

### Escuelas Superiores
- Escuela Superior de Administración y Dirección de Empresas
- Escuela Superior de Comunicación
- Escuela Superior de Tecnología Industrial
- Escuela Superior de Informática Aplicada
- Escuela Superior de Obras Públicas, Minería y Geología

### Laboratorio
- Consorcio para la Gestión de la Investigación Básica y Aplicada en África al Sur del Sahara